# Jardin du roi du Danemark
Le Jardin du roi du Danemark (estonien : Taani kuninga aed) est un espace vert à Toompea, la vieille ville de Tallinn.

## Présentation
Après la conquête danoise de l'Estonie en 1219, les rois danois ont régné une centaine d'années sur l'Estonie.
Le nom du jardin date de cette période même si plusieurs légendes concurrentes en expliquent l'étymologie évoquant le roi Valdemar II ou le roi Éric VI.
Chaque année, le jour du drapeau danois (Danneborg), est célébré dans le jardin.

## Galerie

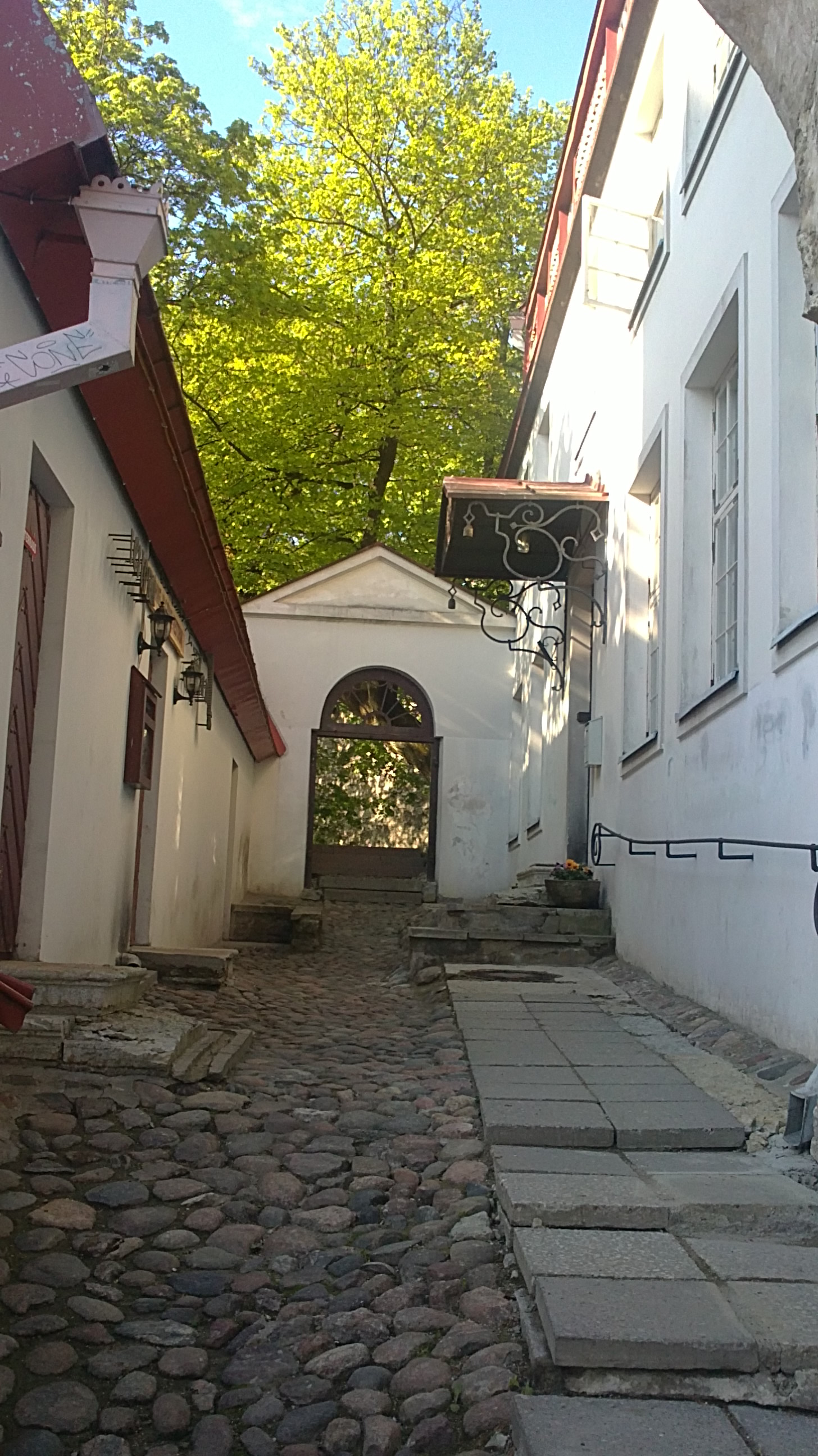
Porte du jardin du roi du Danemark, Lühike jalg 9
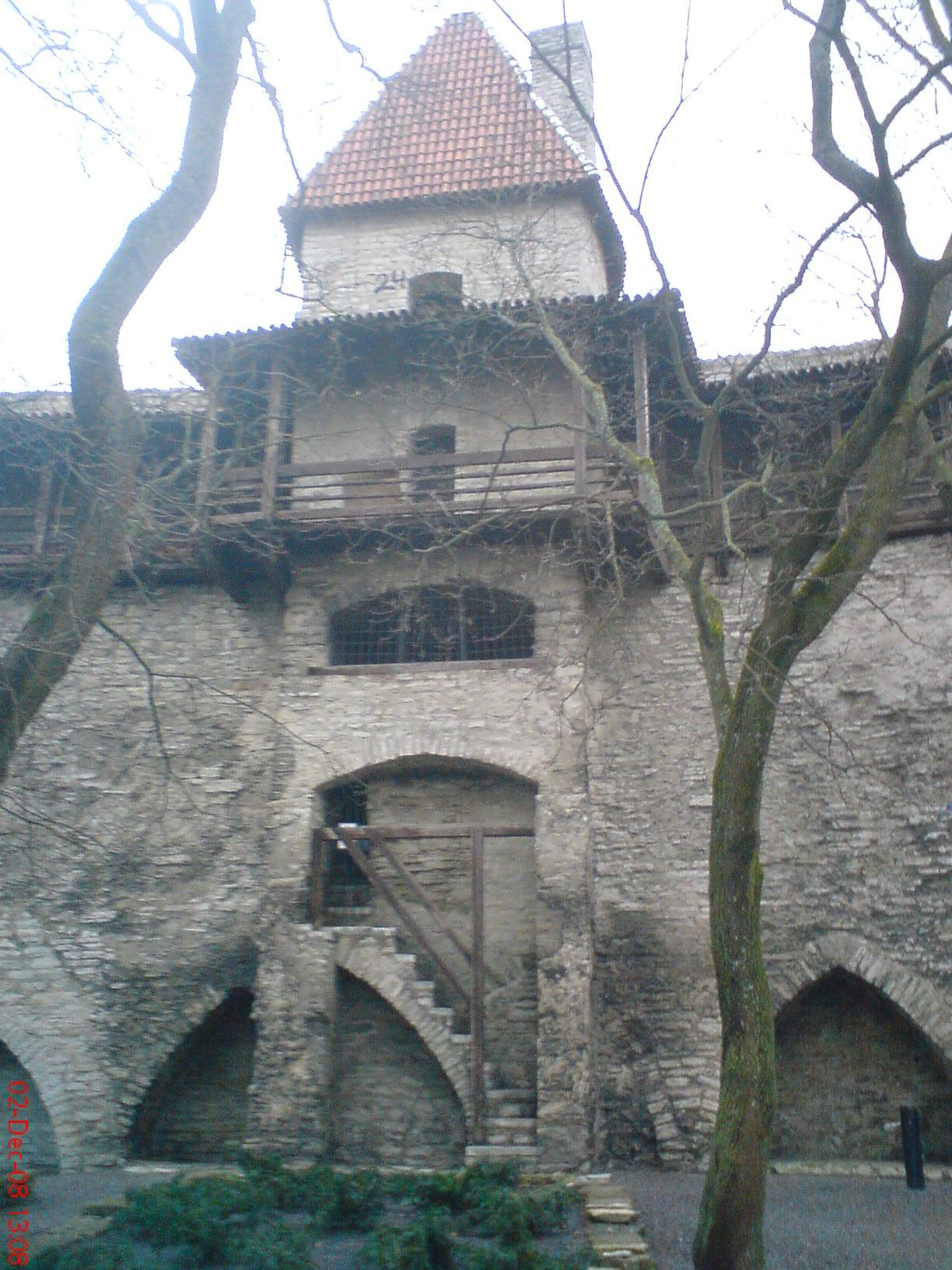
Les remparts de Tallinn vus du jardin du roi du Danemark.
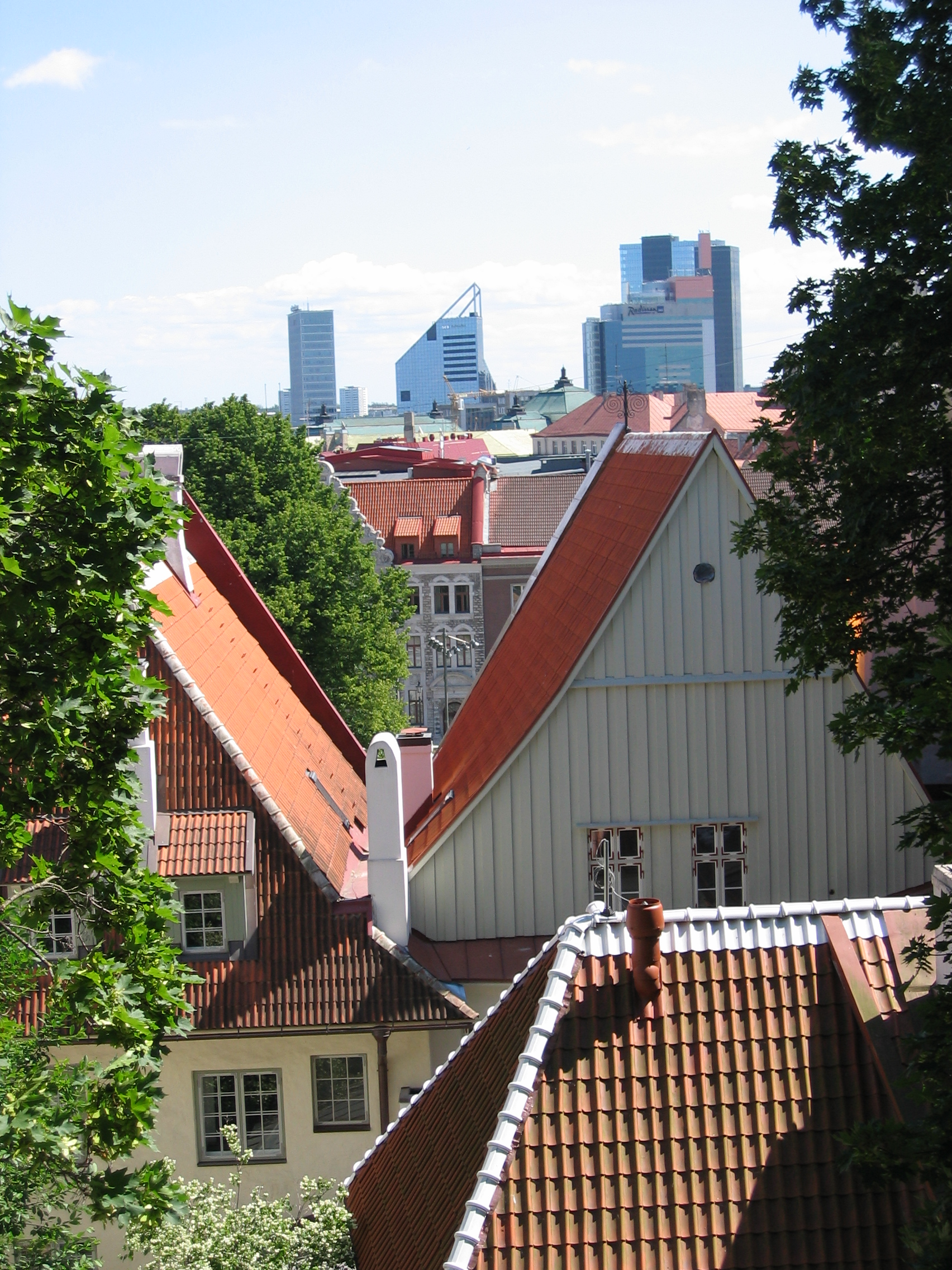
Vue du jardin du roi du Danemark.

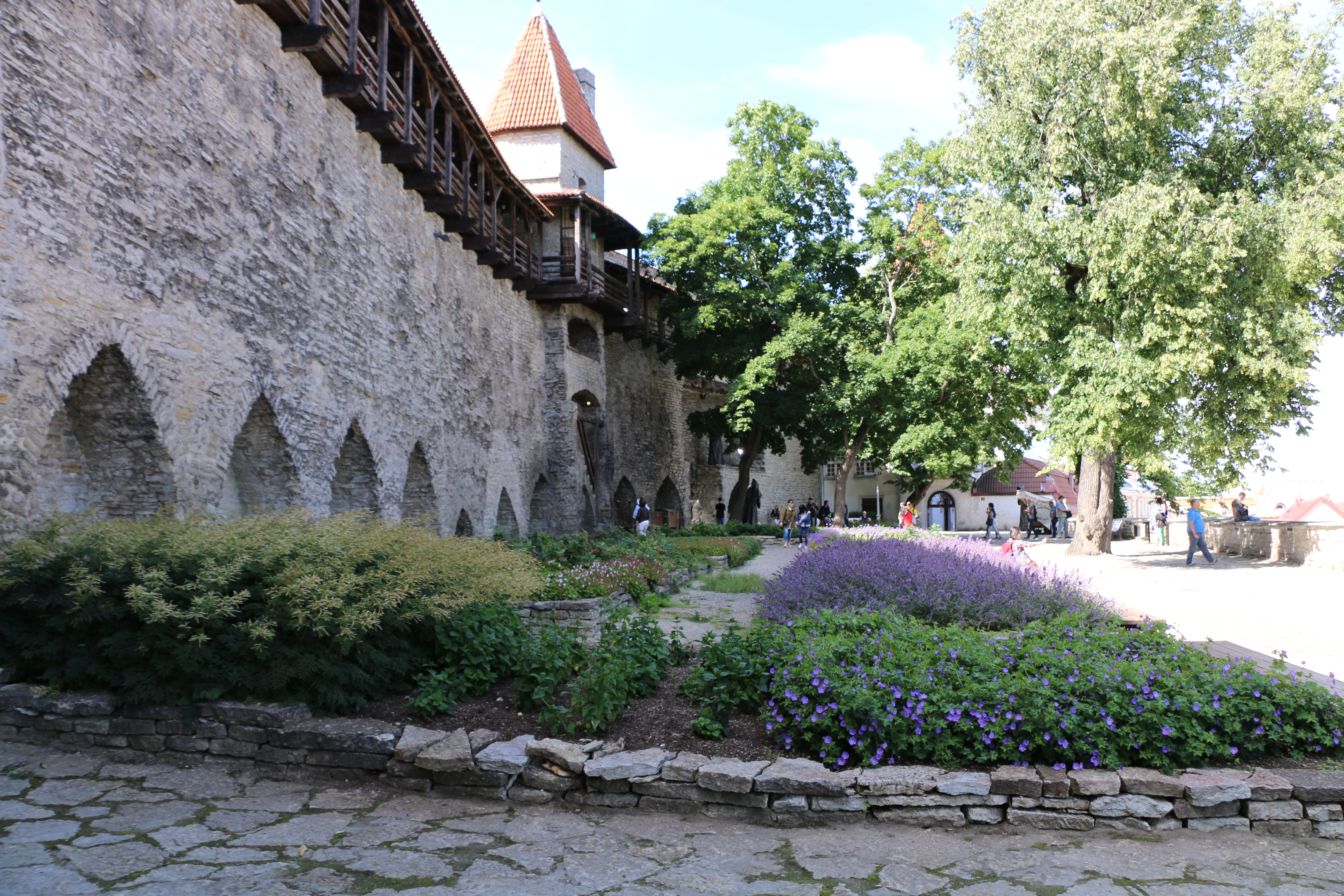
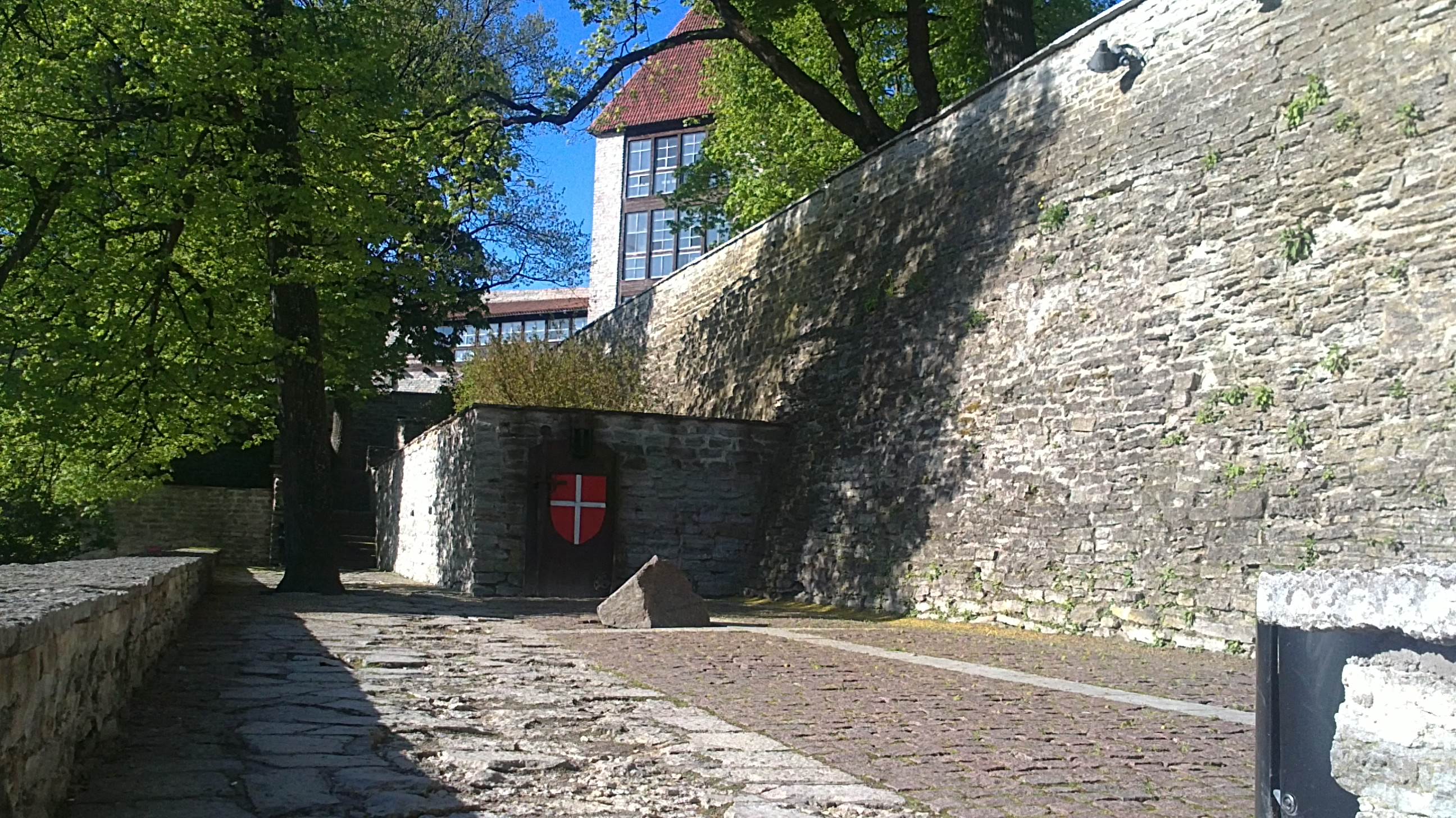